# Ellen Greene

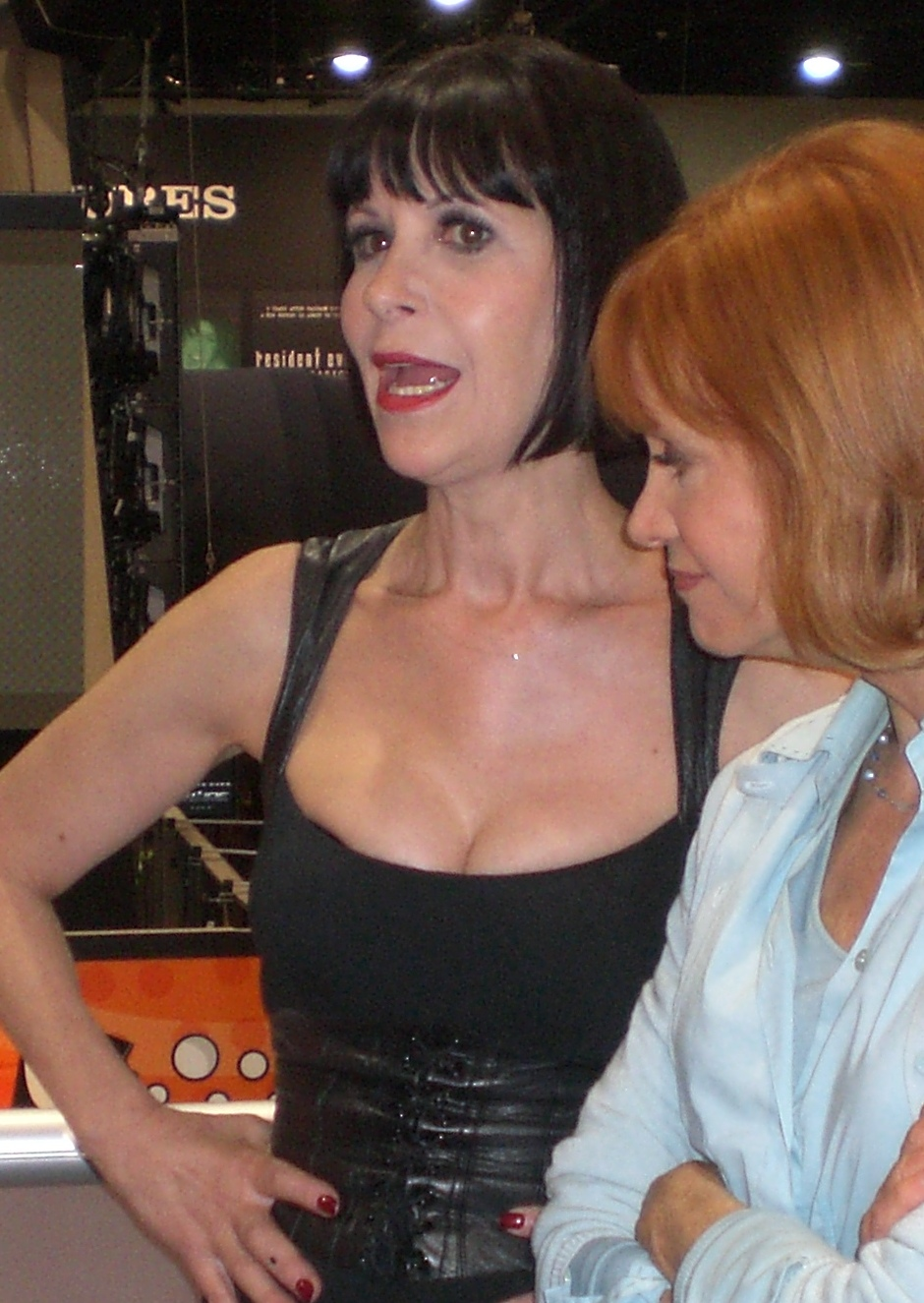
Ellen Greene im Juli 2008

Ellen Greene (* 22. Februar 1951 in Brooklyn, New York City, New York) ist eine US-amerikanische Sängerin und Theater- und Filmschauspielerin. Sie wirkt sowohl an Spielfilmen als auch in Fernsehserien mit.

## Karriere
Bekannt wurde Greene vor allem durch ihre Verkörperung der Audrey in dem Musicalfilm Der kleine Horrorladen. Gastauftritte hatte sie in etlichen Fernsehserien, darunter Miami Vice, Law & Order, Akte X – Die unheimlichen Fälle des FBI und Hannibal. Außerdem wirkte sie bei namhaften Broadway-Produktionen mit.
1990 heiratete sie Tibor Hardik.

## Filmografie
- 1976: Ein Haar in der Suppe (Next Stop, Greenwich Village)
- 1977: Seventh Avenue (Miniserie, eine Folge)
- 1978: The Rock Rainbow (Fernsehfilm)
- 1982: Die Jagd nach dem Leben (I’m Dancing as Fast as I Can)
- 1983: The Special Magic of Herself the Elf (Fernsehfilm, Stimme)
- 1985: Miami Vice (Fernsehserie, eine Folge)
- 1986: Der kleine Horrorladen (Little Shop of Horrors)
- 1987: Morning Maggie (Fernsehfilm)
- 1988: Ich und Er
- 1988: Talk Radio
- 1988: Superman 50th Anniversary (Dokumentation)
- 1989: Glory! Glory! (Fernsehfilm)
- 1989: CBS Summer Playhouse (Fernsehserie, eine Folge)
- 1989: Dinner at Eight (Fernsehfilm)
- 1990: Hart auf Sendung (Pump Up the Volume)
- 1991: Rock a Doodle (Rock-A-Doodle, Stimme)
- 1991: Stepping Out
- 1992: Getrennte Wege (Fathers & Sons)
- 1994: Die nackte Kanone 33⅓ (Naked Gun 33 1/3: The Final Insult)
- 1994: Wagons East! (Wagons East)
- 1994: Léon – Der Profi (Léon)
- 1994: Pete & Pete (The Adventures of Pete & Pete, Fernsehserie, eine Folge)
- 1995: Cybill (Fernsehserie, zwei Folgen)
- 1995: Law & Order (Fernsehserie, eine Folge)
- 1996: Killer – Tagebuch eines Serienmörders (Killer: A Journal of Murder)
- 1996: Dangerous Hell (An Occasional Hell)
- 1996: Tage wie dieser … (One Fine Day)
- 1997: States of Control
- 1997: Dellaventura (Fernsehserie, eine Folge)
- 1998: Jung, weiblich, gnadenlos (Jaded)
- 2000: Susan (Fernsehserie, eine Folge)
- 2001: Sex and a Girl – Dein erstes Mal vergisst Du nie! (Alex in Wonder)
- 2002: Akte X – Die unheimlichen Fälle des FBI (The X-Files, Fernsehserie, eine Folge)
- 2002: Crossing Jordan – Pathologin mit Profil (Crossing Jordan, Fernsehserie, eine Folge)
- 2003: The Cooler – Alles auf Liebe (The Cooler)
- 2003: Love Object
- 2005: Mystery Woman: Sing Me a Murder (Fernsehfilm)
- 2005: Fielder’s Choice (Fernsehfilm)
- 2006: Re-Animated (Fernsehfilm, Stimme)
- 2007–2008: Out of Jimmy’s Head (Fernsehserie, 13 Folgen, Stimme)
- 2007–2009: Pushing Daisies (Fernsehserie, 22 Folgen)
- 2007–2009: Heroes (Fernsehserie, drei Folgen)
- 2009: Batman: The Brave and the Bold (Fernsehserie, eine Folge, Stimme)
- 2010: Privileged
- 2011: Schatten der Leidenschaft (The Young and the Restless, Fernsehserie, 11 Folgen)
- 2012: Pound Puppies – Der Pfotenclub (Pound Puppies, Fernsehserie, eine Folge, Stimme)
- 2012: New in Paradise (Bunheads, Fernsehserie, zwei Folgen)
- 2013: Hannibal (Fernsehserie, eine Folge)
- 2013: The Walking Dead (Fernsehserie, zwei Folgen)